# Estàndard de jazz
Un estàndard de jazz és una composició musical àmpliament coneguda, interpretada i enregistrada entre els músics de jazz com a part del seu repertori musical. La llista de cançons considerades com a estàndards de jazz és canviant, i no n'hi ha cap de definitiva. D'altra banda, hi ha estàndards de jazz diferents per als diversos estils musicals i subgèneres que constitueixen el jazz, com el swing, el bebop, o el jazz fusió. Podem fer-nos-en una idea aproximada consultant les principals publicacions de fake book de cada època i les llistes que apareixen en obres de referència del jazz. En l'actualitat podem trobar col·leccions d'estàndards de jazz editats en els Real Book.
Sovint, les cançons que amb el temps s'han convertit en estàndards de jazz no van ser originalment compostes per un músic de jazz. Molts estàndards de jazz tenen una història llarga, i es basen en velles cançons populars, altres són originalment cançons populars del Tin Pan Alley, temes dels més exitosos musicals de Broadway, o antics enregistraments de bandes famoses de melodies del Great American Songbook. En alguns casos, un estàndard de jazz és una versió arranjada de la cançó original per tal d'adaptar-se a l'estructura habitual dels temes de jazz. Els músics de jazz també acostumen a incloure una gamma força àmplia de peces del bebop i el hardbop dels anys 1950 i 1960 entre el seu repertori.
El desenvolupament d'un repertori d'estàndards de jazz ha creat una llista de cançons àmpliament conegudes per músics de jazz de diferents països i tradicions dels diversos subgèneres de jazz. Així és més senzill per als músics de jazz bastir el repertori de les seves actuacions o improvisar durant una jam session amb altres músics acabats de conèixer. També, el repertori d'estàndards de jazz és interpretat sovint per músics professionals que toquen a bars, clubs i restaurants.

## Diferents èpoques
Estàndards populars de l'època de la Dixieland, com «Basin Street Blues», «When the Saints Go Marching In», i «I Got Rhythm» són coneguts fins i tot pels no aficionats al jazz. Alguns estàndards de jazz de l'estil jazz mainstream o evergreen com «All of Me», «My Funny Valentine», «Tea for Two» o «Stella by Starlight» són interpretats per músics de tota mena d'estils de jazz.
Els standards de swing inclouen «It Don't Mean a Thing (If It Ain't Got That Swing)» and «Take the "A" Train». Els de bebop «Now's the Time» and «Well You Needn't». Els de bossa nova «Blue Bossa», «The Girl from Ipanema», i «One Note Samba».
«Impressions», «So What», «All Blues», i «Footprints» són estàndards de jazz modal i Postbop. Little Sunflower i The Chicken ho són dels estils latin jazz i funk.